# Usi
Usi (kor. 우시군, Usi-kun) – powiat w Korei Północnej, w prowincji Chagang. W 2008 roku liczył ok. 43 tys. mieszkańców.
Powiat leży nad rzeką Jalu, przy Chinach. Gospodarka opiera się głównie na rolnictwie.
Powiat powstał w 1952 roku.